# Sauropus rhamnoides
Sauropus rhamnoides är en emblikaväxtart som beskrevs av Carl Ludwig von Blume. Sauropus rhamnoides ingår i släktet Sauropus och familjen emblikaväxter. Inga underarter finns listade i Catalogue of Life.